# Kunstdisco Seoul
Die Kunstdisco Seoul war der offizielle Beitrag der Bundesrepublik Deutschland zum Kulturprogramm der Olympischen Sommerspiele 1988. Organisiert wurde das Projekt vom Goethe-Institut am Hauptsitz in München. Verantwortlich für Idee und Organisation war der damalige Musikreferent des Instituts, der Toningenieur und Musiker Jürgen Drews.
Die Idee der Kunstdisco war es, statt, wie im Kulturprogramm meist üblich, Hochkultur aus dem Bereich Theater und Musik aufzubieten, einen Beitrag speziell für die südkoreanische Jugend zu entwerfen und so zugleich zeitgenössisches Bild Deutschlands zu vermitteln. Dabei schien den Verantwortlichen, dass dem Projekt im Rahmen des „damaligen autoritären koreanischen Kontexts auch etwas Subversives“ anhaftete. Realisiert wurde die Kunstdisco im Ankara-Park im Seouler Stadtteil Yeouido-dong. Das Projekt kostete 4,6 Millionen DM.
Das Projekt bestand aus einem temporären Gebäude der Münchner Architekten Julia Mang-Bohn und Peter Bohn, das während der Spiele 26 Tage lang von jungen, aber schon arrivierten Künstlern aus verschiedenen Sparten mit einem Kultur- und Musikprogramm bespielt wurde. Im Sinne eines Gesamtkunstwerks wurden alle Beiträge extra für das Projekt produziert. Nach einem Konzept der Brüder Ernst und Hans Peter Ströer entstanden so 30 Langspielplatten von Musikern wie Thomas Fehlmann und Kurt Dahlke, mit denen WestBam als Resident-DJ täglich ab 17 Uhr die Abende musikalisch gestaltete. 
Als Ergänzung zum Musikprogramm gab es Performances und Tanzinterventionen des Choreographen Howard Fine, der sich mit seiner achtköpfigen Gruppe spielerisch mit dem kulturellen Erbe Deutschlands, aber auch mit aktuellen Themen wie AIDS auseinandersetzte. Daneben trugen der inzwischen verstorbene Textilkünstler Michael Ody mit seinen Rauminstallationen und Kostümen und die Industriedesignerin Bibs Hosak-Robbs mit ihrem Restaurant und den beiden Bars wesentlich zum physischen Erscheinungsbild der Kunstdisco bei.

## Teilnehmer und Verantwortliche
In der Pressenotiz des Goethe-Instituts zur Eröffnung der Kunstdisco wurden folgende Teilnehmer und Verantwortliche genannt:
- Idee: Jürgen Drews
- Architektur: Peter Bohn, Julia Mang-Bohn
- Interior Design: Bibs Hosak-Robb
- Modedesign und Situative Plastik: Michael Ody
- Licht, Sound und Effekte: Uli Petzold
- Programmgestaltung: Ernst und Hans Peter Ströer
- Koordination: Georg W. Borgel
- Discjockey: WestBam
- Gastronomie: Manfred P. Groneck
- Musik: Artbeat, Bamboo Industry (Ingo Ito), Stefan Bauer, Blue Box, Boys in trouble, Freiherr Hans von Brachwitz, Klaus Buhlert, Fischerman's Friend, Evert Fraterman, Härte 10, Raffael Heller, Thomas Hiltner, Henry Kneuer, Low Spirit (WestBam), Marathon (Moritz von Oswald und Ralf Hertwig), Michael Müller, Pyrolator, Ready Made (Thomas Fehlmann), Sacco + Vanzetti, Burkard Schmidl, Seoul Express (Walter Thielsch), Ströer Bros., Werner Suschko, Tätärä (Anselm Kluge), Walter und Mathilde Weh
- Tanz: Howard Fine mit Carlos Bayo, Andy Geer, Ruth Geiersberger, Denise Gudmundseth, Mites van Oepen, Ellen Raab, Radan, Sunga Weineck
- Video: Volker Andung, Peter Braatz, Jakob Claussen, Uli Ganter, Hans Turner, Thomas Bahmann, Herbert Wentscher
- Fotografie: Christian Affonso Gavinha
- Grafikdesign: Johanna Wies